# Аквитаны

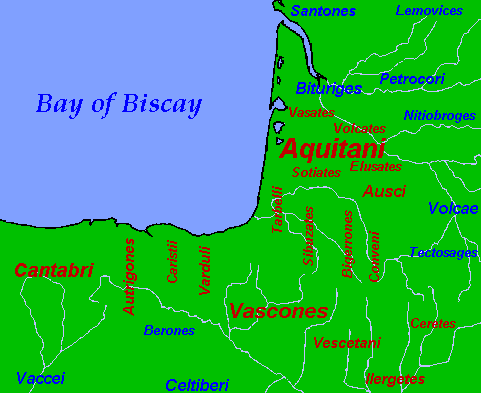
Древнейшее население побережья Бискайского залива. Синим цветом обозначены индоевропейские народы, красным — предположительно доиндоевропейские. Крупнейшими племенами были аквитаны, васконы и кантабры

Аквитаны (лат. Aquitani) — народ, проживавший в доримский и ранний римский период на территории будущей Аквитании (исторический регион Франции), между Пиренеями и Гаронной. Юлий Цезарь, победивший аквитанов в ходе Галльской войны, описывает их как один из народов Галлии.

Галлия по всей своей совокупности разделяется на три части. В одной из них живут бельги, в другой – аквитаны, в третьей – те племена, которые на их собственном языке называются кельтами, а на нашем – галлами. Все они отличаются друг от друга особым языком, учреждениями и законами. Галлов отделяет от аквитанов река Гарумна, а от бельгов – Матрона и Секвана.
Страбон пишет :

Далее по порядку идет Трансальпийская Кельтика. Я уже описал в общих чертах форму и величину этой страны; теперь же следует сказать о ней подробно. Некоторые делили её, например, на 3 части, называя её обитателей аквитанами, бельгами и кельтами. Аквитаны, по словам этих писателей, совершенно отличны не только по своему языку, но и в смысле телосложения; они скорее похожи на иберов, чем на галатов; остальные же обитатели по внешнему виду напоминают галатов, хотя не все говорят на одном языке, но у некоторых есть незначительные языковые особенности (IV, 1)
.
Хотя страна называлась Новемпопулания (Novempopulania, страна девяти народов), в различных источниках упоминается большее количество племён, среди них:
- тарбеллы
- кокосаты
- бояты
- васаты
- социаты
- элусаты
- ауски
- конвены
- бигеррионы или бегерры
- сибилляты; возможно, те же, что и упоминаемые Цезарем сибузаты?